# Метра (Лука)
Метра је насеље у Италији у округу Лука, региону Тоскана.
Према процени из 2011. у насељу је живело 86 становника. Насеље се налази на надморској висини од 724 м.